# Erjedés

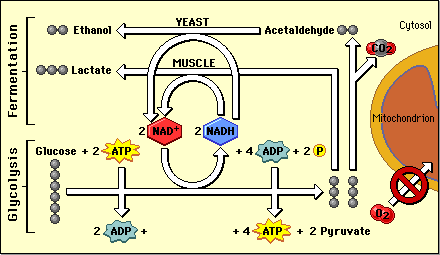
Erjedési folyamatok (alkoholos erjedés élesztővel vagy tejsavas erjedés izomban). Az etil-alkoholos erjedés olyan szénhidrát-lebontási folyamat, ahol élesztők vagy baktériumok szénhidrátokból etil-alkoholt és szén-dioxidot képeznek.
C_{6}H_{12}O_{6} → 2 CH_{3}CH_{2}OH + 2 CO_{2}

Az erjedés vagy erjesztés, idegen szóval fermentálás vagy fermentáció a sejtben elsősorban a szénhidrátok, főleg a szőlőcukor energiafelszabadulással járó lebontása, ami akkor következik be, ha a környezetben nem áll rendelkezésre elegendő oxigén. Ez az anaerob körülmény a folyamatot redukált termékek keletkezése felé irányítja. A szőlőcukorból így tejsav vagy etanol redukálódik, miközben a redukcióhoz szükséges elektronokat a NADH-molekulák hozzák (enzim). Az emlős állatok és az ember izmaiban tartós, nagy mértékű terhelés közben tejsavas erjedés megy végbe.
Az erjedés lényegesen kevesebb energiát szabadít fel a szőlőcukorból, mint a biológiai oxidáció.  Az erjedés egy tökéletlen égés, mert például az alkoholos erjedésnél egy mol hexózból 2 mol etanol és két mol CO2 képződik. Az energianyereség kb. 20 kJ/mol, szemben a tökéletes égésnek megfelelő aerob folyamattal, ahol 1 mol hexózból 6 mol CO2 képződik, és az energianyereség 507 kJ/mol. Az erjedés tehát kevésbé gazdaságos disszimiláció.
A heterotróf mikroorganizmusok energiatermelése anaerob körülmények között erjedéssel, aerob feltételek mellett a glikolízishez kapcsolódó citrátciklusban történik meg a CO2 -vé alakulás, majd a légzőenzimek segítségével az oxigén redukciója.

## Az erjesztés alkalmazásai
A savanyú káposztát és a kovászos uborkát is erjesztjük.
Az iparban a fermentálás szót használják a teák, kávék, dohányok füllesztési eljárására is.
Fermentálással állítják elő az erőművekben villamos energia termelésére használt biogázokat is. Próbálkoznak ilyen vezetékes gáz („zöld gáz”) bevezetésével és járműveket is próbálnak ilyen gázzal üzemeltetni.
A dohánygyártásban a fermentálás szót nem csak az erjesztésre használják, hanem a dohánygyártás egész folyamatát így nevezik meg.
A fekete tea jellegzetes ízét a fermentálás adja, a zöld teát azonban nem fermentálják.

## Az erjedés fajtái

### Etil-alkoholos erjedés

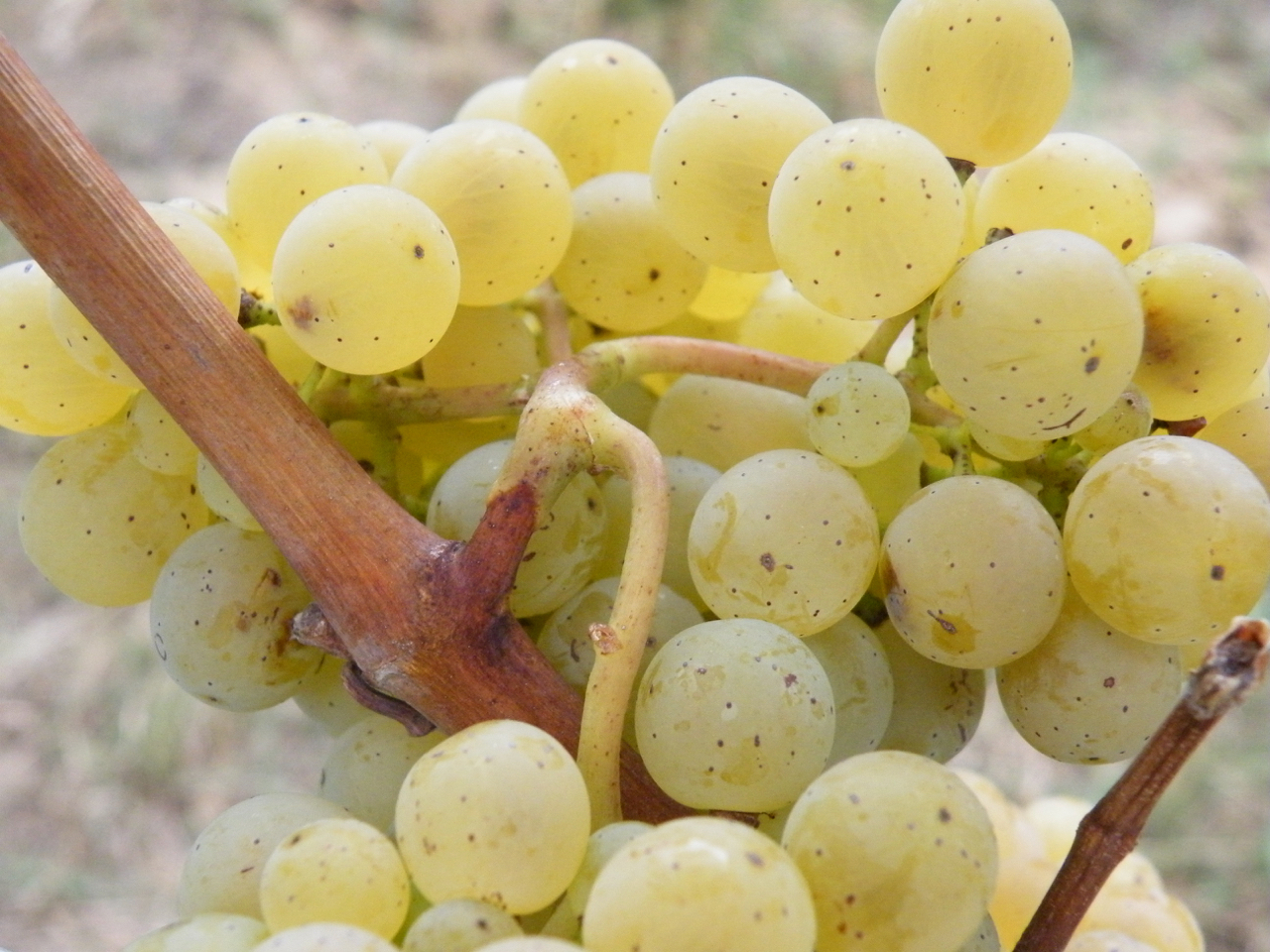
A bortermő szőlő bogyójának levéből erjesztett bor ital etil-alkoholos erjedés során keletkezik

Etil-alkoholos erjedés

Az etil-alkoholos erjedés olyan szénhidrát-lebontási folyamat, ahol élesztők vagy baktériumok szénhidrátokból etil-alkoholt és szén-dioxidot képeznek.
C6H12O6 → 2 CH3CH2OH + 2 CO2
Ha az energiatermelést is figyelembe vesszük, akkor a bruttó :
C6H12O6 + 2 Pi + 2 ADP → 2 CH3CH2OH + 2 CO2 + 2 ATP

### Ecetsavas erjedés
Az egyenlet szerint 46 g etil-alkoholból a levegő oxigénjével (és az ecetsav baktériumok enzimjeivel), aerob folyamatban, 60 g ecetsav  és 18 g víz keletkezik. A gyakorlatban az alkoholnál kevesebb ecet jön létre.
CH3CH2OH + O2 = CH3COOH + H2O

### Tejsavas erjedés
A tejsavbaktériumok a különböző szénhidrátokat (elsősorban a glükózt és a laktózt) anaerob úton tejsavvá bontják:
C6H12O6 + 2 Pi + 2 ADP → 2 CH3CH(OH)COOH + 2 ATP

### Propionsavas erjedés
A propionsav-baktériumok tejsavból propionsavat és ecetsavat képeznek:
3 CH3CH(OH)COOH → 2 CH3CH2COOH + CH3COOH + CO2 + H2O

### Vajsavas erjedés
Egyes Clostridium fajok (szigorúan anaerob baktériumok) hexózokból, keményítőből, cellulózból heterogén erjedéssel vajsavat képeznek. Például a Clostridium cellulovorans cellulózból képez vajsavat, ecetsavat, szén-dioxidot és hidrogént.
(G)n → 8 C6H12O6 → 2 CH3CH2CH2COOH+2 CH3COOH + (-CH3O2)n + 12 CO2 +10 H2

### Homoacetogén erjedés
A Clostridium thermoautotrophicum hexózokból erjedéssel 3 mol ecetsavat képez melléktermékek nélkül:
C6H12O6 → 3 CH3COOH

### Butanolos erjedés
A Clostridium acetobutylicum keményítőből, melaszból, vagy savóból a képez n-butanolt, acetont és nyomokban etanolt:
(G)n→ 9 C6H12O6 → 6 CH3(CH2)3OH + 3 CH3COCH3 + C2H5OH + 19 CO2 + +6 H2O + 6 H2